# Elaine Anderson
Elaine Anderson (Salida, Colorado, 8 de enero de 1936 – Denver, 26 de marzo de 2002) fue una paleontóloga estadounidense Conocida por su trabajo en paleontología de vertebrados.

## Biografía
Elaine Anderson nació el 8 de enero de 1936. Fue hija única de John y Edith Anderson. Se crio en Denver, Colorado.
Anderson se graduó en la Universidad de Colorado en 1960. Completó su tesis de máster en 1965. Para su doctorado optó por ir a Finlandia, convirtiéndose en la primera becaria de Fulbright Becario en hacerlo. Estudió bajo la tutoría del paleontólogo finlandés Björn Kurtén, entonces una de las autoridades más señaladas en estudios en mamíferos prehistóricos. Anderson regresó a los Estados Unidos después de terminar su doctorado y trabajó como asesor científico en el Pleistocene Hall del Museo Nacional de Historia Natural del Instituto Smithsoniano. También trabajó brevemente en el Museo de Historia Natural Idaho (entonces conocido como el Idaho State University Museum of Natural History) y en la Academia de Ciencias de Maryland. Tuvo que dejar su último trabajo para regresar a Denver y cuidar a su madre enferma.
Después del fallecimiento de su madre,  se quedó en su casa de la infancia; a menudo recibió visitas de otros paleontólogos, mastozoólogos y naturalistas. Anderson fue una visitante frecuente del Museo de Denver de Ciencia & de Naturaleza, y formalmente pasó a ser un miembro del personal en 1984. Fue elegida investigadora asociada en 1994. También obtuvo el cargo de profesor adjunto de Biología en la Universidad del Estado de Colorado.

## Contribuciones a la ciencia
Anderson se especializó en mamíferos y paleontología de vertebrados. Su interés particular en los miembros carnívoros le ganó el apodo afectuoso de "La Señora de carnívoro". Fue editor asociado de la revista Mammalian Species, publicado por la American Society of Mammalogists desde 1995 hasta su muerte. Estuvo implicada en el campo de zooarqueologia, mucho tiempo antes de que fuera acuñada la inclusión este término. Fue una activista en los esfuerzos de conservación de la fauna mamífera norteamericana.
Era miembro de la Asociación Cuaternaria americana y fue elegida como Honorary Miembro de la Sociedad de Paleontología Vertebrada en 2000.
Es conocida principalmente por su trabajo Pleistocene Mammals of North America, escrito en colaboración con Björn Kurtén en 1980.